# Paul Lantieri
Pour les articles homonymes, voir Lantieri.
Paul Lantieri est exploitant d'établissement de jeux comme le Cercle Concorde à Paris et de restaurants comme La Rotonde à Aix-en-Provence.

## Cercle Concorde
Paul Lantieri a été exploitant du Cercle Concorde, un des six cercles de jeux qui furent autorisés à Paris. Tous tenus par des Corses, ils ont été fermés en 2017. Selon le site Bakchich, plusieurs personnalités ont marqué de leur présence la réouverture du cercle Concorde le 30 novembre 2006, dont son cousin Jean-Baptiste Lantieri, alors maire de Bonifacio, Maryse Joissains, maire d'Aix-en-Provence, Jean
Chorro (1er Adjoint - UMP) et Alexandre Medvedowsky (Candidat PS, ex-délégué à l'urbanisme).
Le 26 novembre 2008 le Cercle Concorde a fermé à cause d'une affaire de blanchiment d'argent et de tentative d'assassinat.
12 personnes ont été écrouées dont Roland Cassone, Antoine Lantieri, le Banquier suisse Président de la BTP François Rouge, l'ex-super gendarme Paul Barril, Olivier Bazin, Raffali, le fils de Nick Venturi. Avec Paul Lantieri, en cavale, ils sont inculpés de blanchiment, association de malfaiteur pour assassinat, préparation d'assassinat, tentative d'extorsion de fonds.
Le Cercle Concorde a été ouvert avec l'autorisation du Ministre de l'Intérieur de l'époque, Nicolas Sarkozy, alors que la famille Lantieri était citée dans le rapport du Procureur Legras sur la criminalité en Corse.

## Amnesia
Selon le quotidien Le Parisien, la famille Lantieri a eu des participations dans les établissements de nuit Amnesia, à Bonifacio, Miami, puis Paris.
Selon le rapport sur la criminalité organisée en Corse de juillet 2000 du procureur général Bernard Legras, la SCI Poggio d’Olmo, fondée par Paul Lantieri, son frère et Jean-François Panzani, a possédé les murs de l'Amnesia de Bonifacio, détruite par explosifs en avril 2000. La société Soboco, gérée par Jean-Baptiste Lantieri, en aurait été le fournisseur en boisson. Le rapport Legras a fait état de rivalité face à la famille Canarelli de Porto-Vecchio, qui gère l'établissement de nuit "Via Note" voisin et d'« un règlement de comptes lié aux activités que Paul Lantiéri développe sur le continent et à Marseille en particulier, dans le monde de la vie nocturne », ou d'« une escroquerie à l’assurance » . Cette destruction serait intervenue cinq jours après qu’une plainte pour fraude fiscale ait été déposée contre Paul Lantieri. L'administration fiscale s'est également intéressé de près aux sociétés proches de l’Amnésia, « gérées ou dirigées en droit ou en fait par Messieurs Paul, Antoine, et Jean-Simon Lantieri ».
Pour l'Amnesia de Paris, le père de Laetitia Boudou et Johnny Hallyday ont également fait partie du tour de table.

## Tuerie du Bar des marroniers à Marseille
En 2007, Paul Lantieri fut l'objet d'une enquête sur son rôle dans l'attaque du bar des Marronniers à Marseille, par un commando d'une dizaine d'hommes, dans laquelle trois personnes étaient décédées.
Ange-Toussaint Federici, dit proche de la bande de la brise de mer, y avait été blessé et avait demandé l'aide de son cousin Paul Bastiani, courtier en automobiles, qui l'a conduit à la clinique Clairval de Marseille. Ce dernier a été mis en examen pour recel de malfaiteur et libéré par le juge de la détention et des libertés. Selon l'enquête, Ange-Toussaint Fédéricci a également appelé Paul Lantieri afin de l'aider à se faire soigner.
Paul Lantieri a ainsi été interpellé le 12 janvier 2007 et mis en examen pour "recel de malfaiteur" et "association de malfaiteurs". Ses domiciles ont été perquisitionnés.
Il a été en cavale de novembre 2007 à mai 2013. Il s'est présenté à l'ouverture du procès du "Cercle Concorde" le lundi 27 mai 2013, comme l'avait annoncé son avocat le week-end précédent. Il est interpellé à l'audience, sans être menotté, et placé en détention provisoire jusqu'à la fin du procès. Paul Lantiéri a été acquitté pour ces faits en première instance et en appel.